# Запопова
Запопо́ва — ботанічний заказник місцевого значення. Розташований у селі Кантелина Гайсинського району Вінницької області.
Заболочене днище балки з лучно-болотною рослинністю.
Площа — 35,2 га. Утворений у 1999 р. (Рішенням Вінницької обласної ради від 17.12.1999 р.). Перебуває у віданні СТОВ «Дружба».